# Burgwall Lubin
Der Burgwall Lubin (polnisch Grodzisko w Lubinie) ist ein slawischer Burgwall in Lubin (deutsch Lebbin) auf der polnischen Ostseeinsel Wolin. Grabungen in den Jahren 2008 bis 2011 förderten die Reste einer Kirche, einen daran anschließenden Friedhof und die Fundamente eines mittelalterlichen Wohnturms zu Tage. Es gilt als wahrscheinlich, dass es sich um Relikte der ältesten pommerschen Kirche handelt, die im Jahr 1124 vom Pommernmissionar Bischof Otto von Bamberg geweiht wurde.

## Lage
Der Burgwall befindet sich auf dem höchsten Kliff an der Küste des Stettiner Haffs – zwischen 43 und 52 m über dem Meeresspiegel. Die strategisch günstige Lage erlaubte es, den Wicko Wielkie (Großer Vietziger See) und die Einfahrt in die zur offenen Ostsee führende Świna (Swine) zu überwachen.
Die Reste des Burgwalls auf dem Schneiderberg nehmen heute eine Fläche von 1,5 Hektar ein. Das rautenförmige Areal ist über einen ausgeschilderten Weg zu erreichen, der von der Hauptstraße Lubins etwa in Höhe der Kirche in Richtung Haffküste abzweigt. Für das Betreten des umzäunten Geländes wird ein Eintrittsgeld von 4 Złoty (Stand 2018) erhoben. Schautafeln in polnischer, deutscher und englischer Sprache geben dem Besucher nähere Informationen zur Fundstätte. Mit Ausnahme der Fundamente des Wohnturms sind keine Artefakte mehr sichtbar. Von einem Aussichtspunkt auf dem Gelände bietet sich ein Panoramablick auf das Haff, das Rückseitendelta der Świna und auf den Wicko Wielkie.

## Geschichte
Die ältesten gefundenen Siedlungsspuren werden auf das 9. oder die erste Hälfte des 10. Jahrhunderts datiert. Wahrscheinlich am Ende des 11. Jahrhunderts wurde die Siedlung mit einem Wall umgeben. Die erste urkundliche Erwähnung stammt aber erst aus dem 12. Jahrhundert: Als der Pommernmissionar Otto von Bamberg im Jahr 1124 nach Lubin kam, weihte er in der dortigen Burg einen Altar, wie der zeitgenössische Chronist Herbord berichtet. Im 12. Jahrhundert war Lubin ein ausgedehnter Siedlungskomplex, bestehend aus der Burg und vier oder fünf offenen Siedlungen sowie einem Bestattungsplatz. Saxo Grammaticus berichtet in der Gesta Danorum von der Einnahme der Burg durch Truppen des dänischen Königs Waldemar I. auf einem Kriegszug nach Stettin im Jahre 1173. Nach archäologischen Befunden wurde der Burgwall in dieser Zeit zerstört und anschließend wieder aufgebaut. Die Burg in Lubin wird letztmals in einer Urkunde aus dem Jahr 1186 oder 1187 erwähnt, in der sie an das Camminer Domkapitel verliehen wird. Die Kirche auf ihrem Gelände war demnach dem Hl. Nikolaus geweiht. Ab der Mitte des 13. Jahrhunderts wird Lubin als Dorf (villa) bezeichnet.

## Grabungen

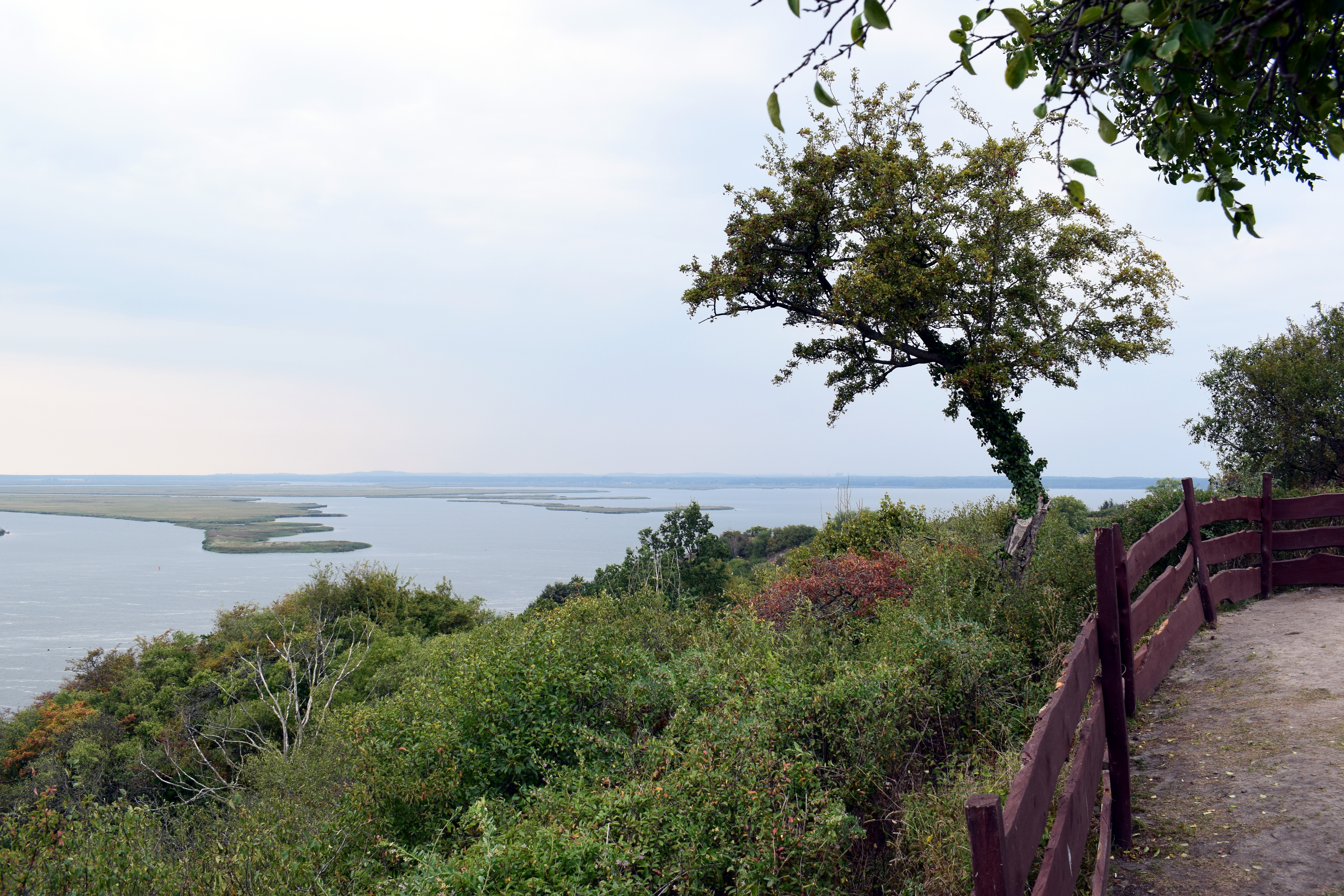
Blick vom Burggelände auf das Rückseitendelta der Świna

Am Ende des 18. Jahrhunderts wurde im Inneren des Burgwalls ein Schatz aus arabischen Silbermünzen entdeckt. Der Zufallsfund konnte auf die Zeit kurz nach der Mitte des 10. Jahrhunderts datiert werden. In den Jahren 1831 und 1840 gab es auf der Suche nach den Resten der von Otto von Bamberg gegründeten Kirche erste wissenschaftliche Grabungen, über deren Art und Umfang wenig bekannt ist. Man weiß aber, dass zahlreiche Knochen, Keramikscherben und Eisenteile gefunden wurden. Am höchsten Punkt des Geländes stieß mann auf die Fundamente eines Gebäudes, die mit der Sankt-Nikolaus-Kirche in Verbindung gebracht wurden.

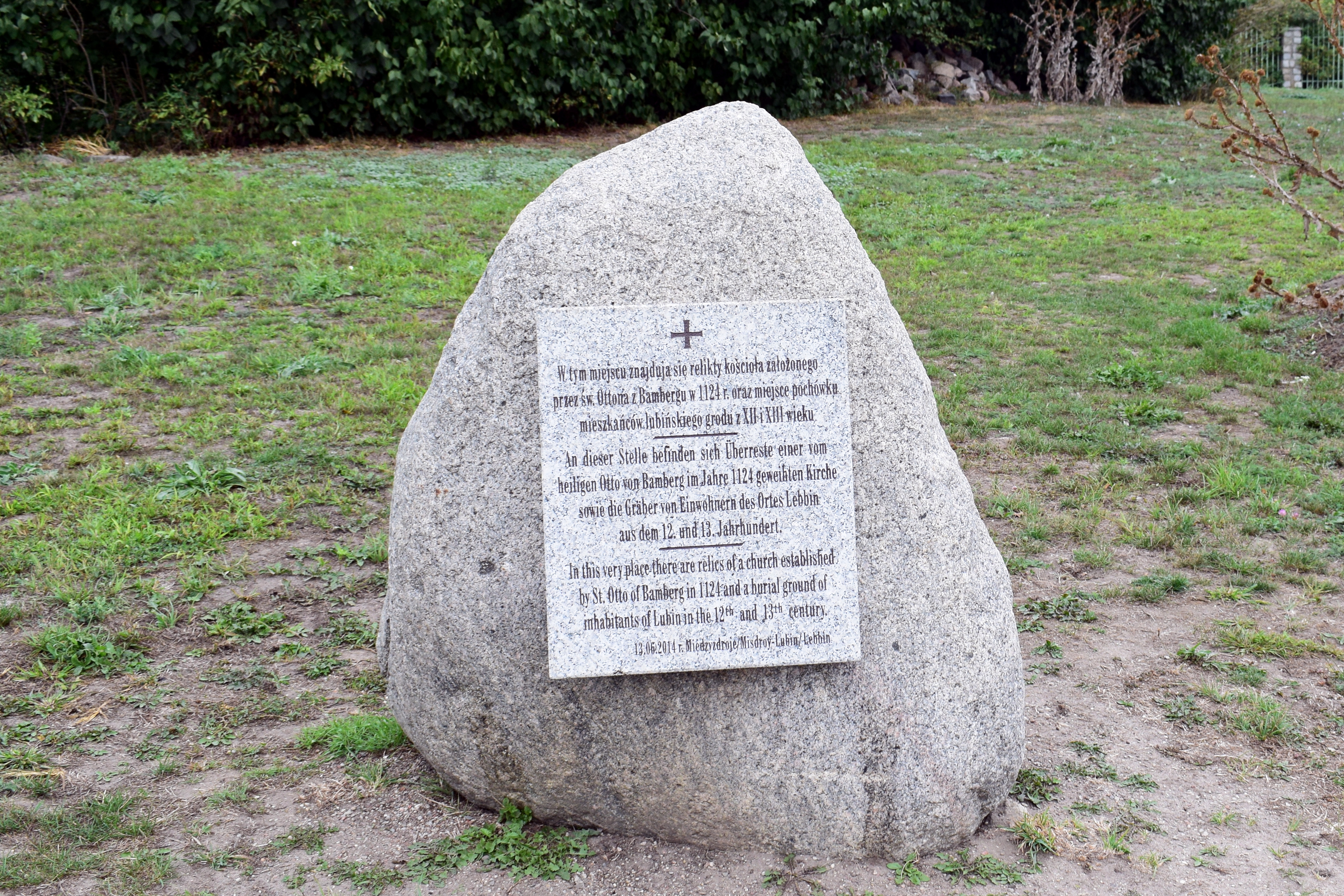
Gedenkstein am früheren Standort der Kirche aus dem 12. Jahrhundert

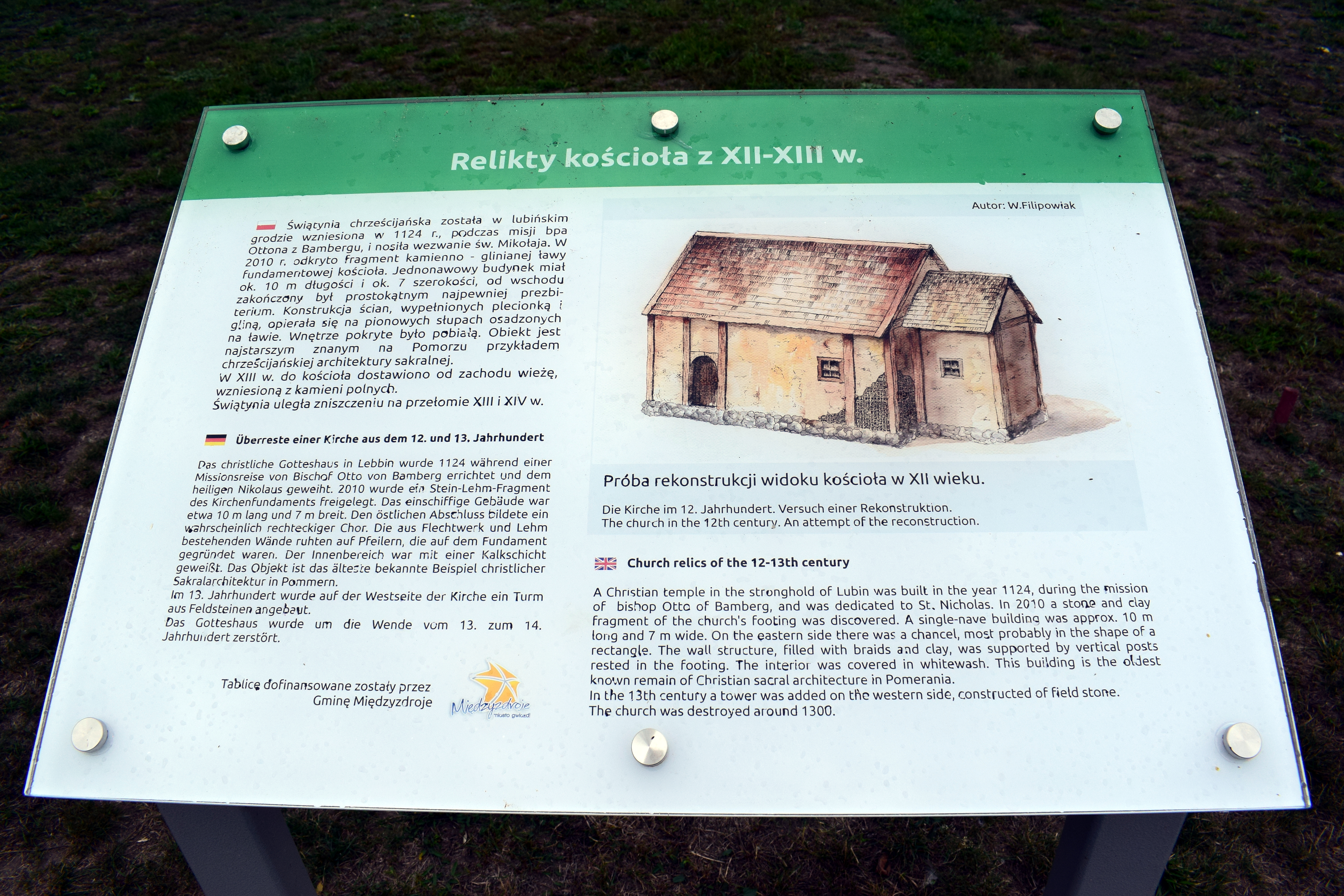
Schautafel mit Informationen zur Kirche

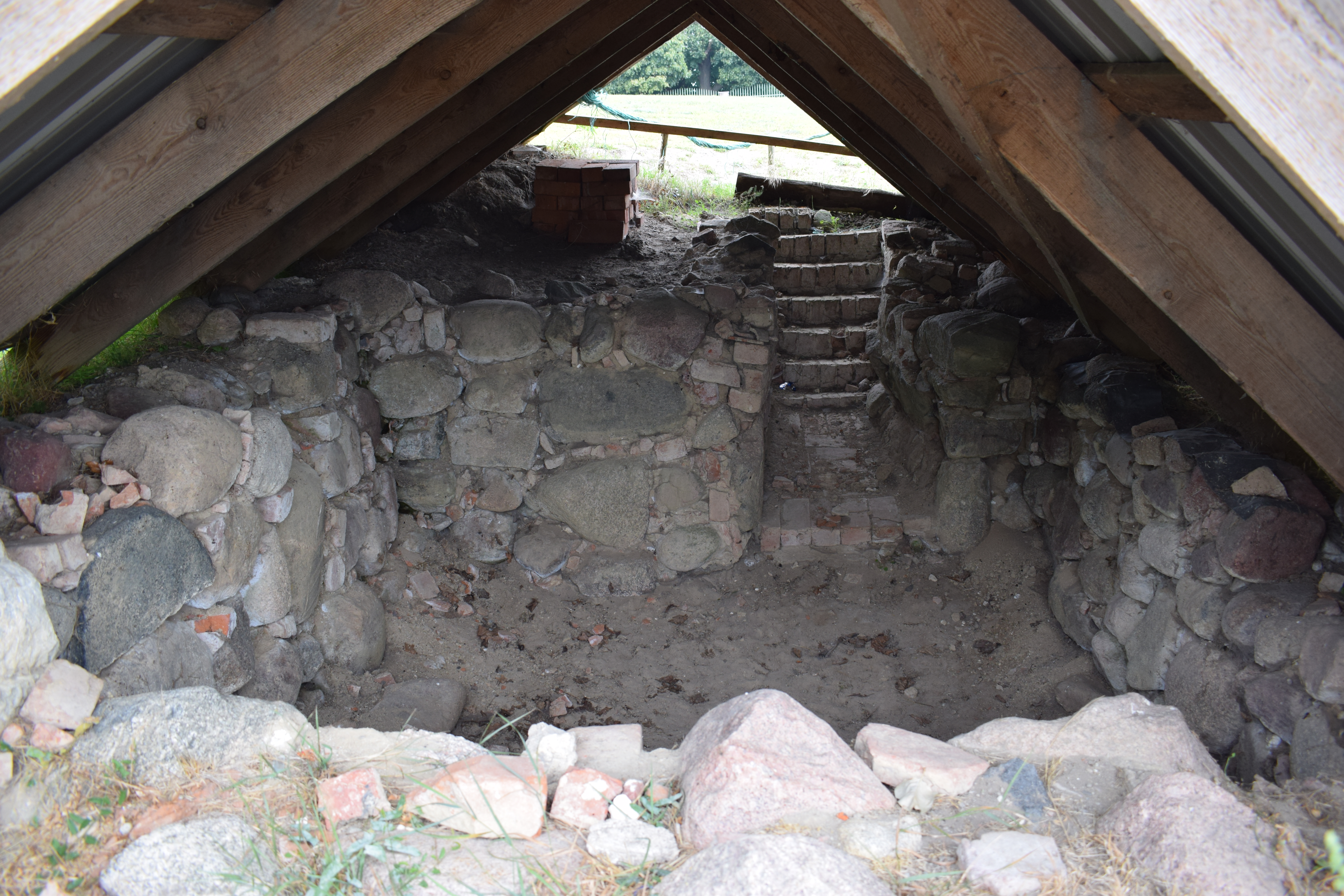
Der freigelegte Keller eines Wohnturms aus dem 15./16. Jahrhundert

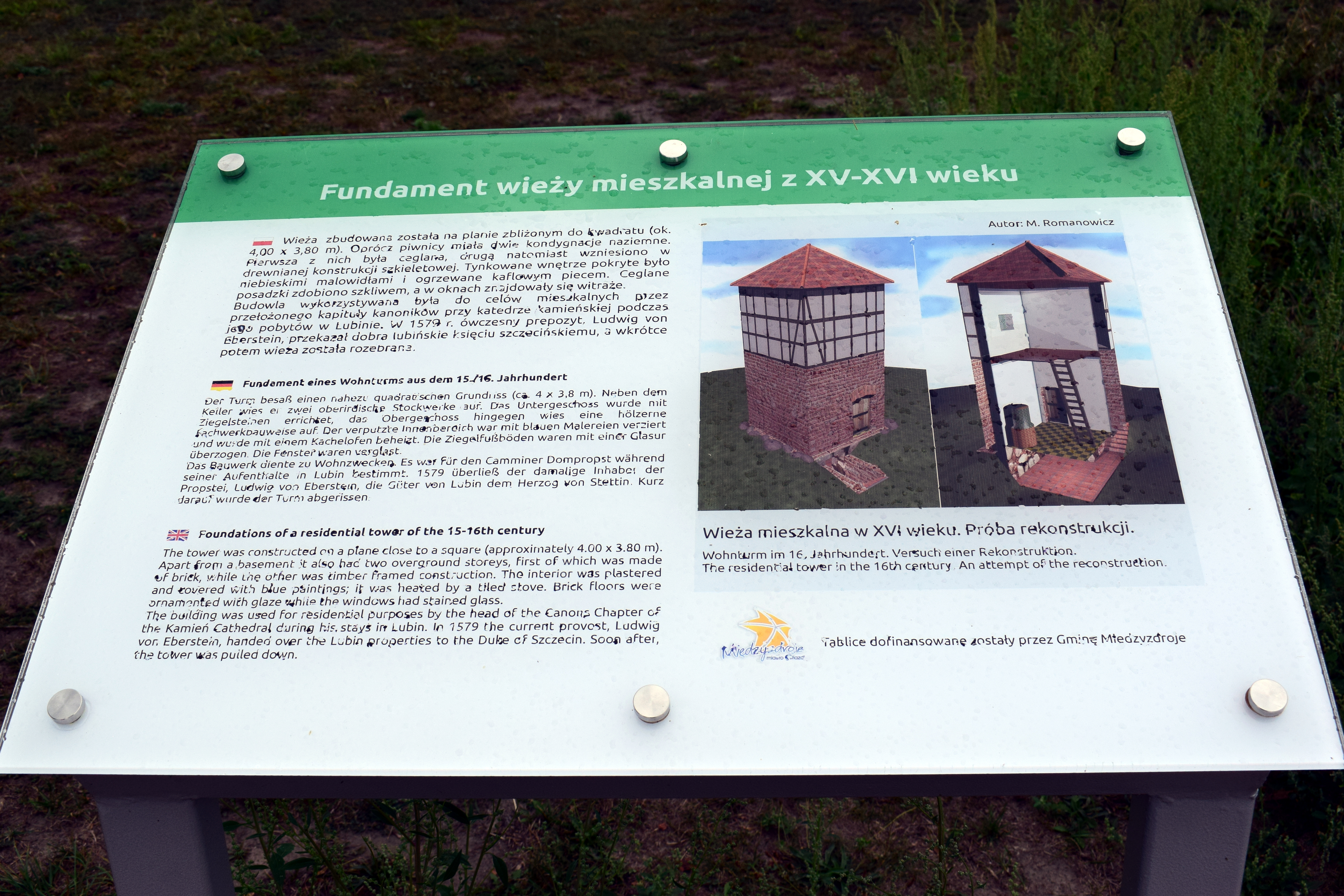
Schautafel mit Informationen zum Wohnturm

Die bisher jüngsten Grabungen auf dem Gelände des Burgwalls leitete Marian Rębkowski vom Institut für Geschichte und Internationale Beziehungen der Universität Stettin gemeinsam mit Andrzej Janowski vom Institut für Archäologie und Ethnologie der Polnischen Akademie der Wissenschaften in Stettin. Sie wurden in den Jahren 2008 bis 2011 auf mehr als 350 m² vor allem im westlichen Bereich des Burgwalls durchgeführt. Sie führten zur Entdeckung der Reste der Sankt-Nikolaus-Kirche und des zugehörigen Friedhofs. Weiterhin wurden Überbleibsel zweier Phasen des Burgwalls und die Fundamente eines spätmittelalterlichen oder frühneuzeitlichen Wohnturms gefunden und die zeitliche Abfolge der Kulturschichten im nordwestlichen Bereich der Fundstätte aufgeklärt.
Vom ehemaligen Burgwall ist heute eine lehmig-sandige Böschung erhalten. An einer Art steinernen Gründung entlang der Böschung könnten Palisaden befestigt gewesen sein. Anhand gefundener Keramikscherben in den ältesten Schichten des Walls konnte dessen Entstehung auf das Ende des 11. Jahrhunderts datiert werden. Der gefundene Verlauf des Walls zeigt, dass die Burg nicht das gesamte Plateau bedeckte. Ungeklärt ist, ob er einen vollständigen Ring bildete oder nur die Landseite schützte. Nachdem der Wall am Ende des 12. Jahrhunderts zerstört worden war, wurde er mit leicht verändertem Verlauf neu angelegt. Gefunden wurden 1,50 m dicke Reste aus mehreren Sand- und Tonschichten, die kleine und mittelgroße Feldsteine sowie Spuren verbrannter Holzstrukturen enthielten. Die Wiederherstellung des Burgwalls konnte mithilfe der Radiokarbonmethode auf das siebte bis achte Jahrzehnt des 12. Jahrhunderts datiert werden.
Auf dem höchsten Punkt des ehemaligen Burggeländes legten die Ausgräber einfache Fundamente der südlichen Wand eines in Ost-West-Richtung orientierten Gebäudes frei. Sie bestehen aus Schichten von Ton und Feldsteinen variabler Größe. Im Osten besaß das Gebäude ein rechteckiges, etwa 1,20 bis 1,30 m breites Presbyterium. Vertiefungen im Fundament sowie Abdrücke von Ruten zeugen von einer Flechtwerk-Lehmwand, die von Pfeilern getragen wurde. Rębkowski ist sich aufgrund der Ausrichtung des Gebäudes und des rechteckigen Chorbereichs sicher, dass es sich um ein einschiffiges Kirchengebäude gehandelt hat. Dafür spricht auch der Fund von bisher 41, zum Teil übereinander liegenden, Körpergräbern mit derselben Ost-West-Ausrichtung, wie es einem christlichen Kirchhof entspricht. Die Gesamtlänge der Kirche betrug mindestens 10 m, die Breite mehr als 7 m. Da Keramik- und Münzfunde die Entstehung des Gebäudes im 12. Jahrhundert belegen, sollte es sich um die von Otto von Bamberg geweihte Kirche handeln.
Das Kirchenfundament ist in seinem Westteil gestört. Hier gibt es ein tiefer gegründetes und massiveres Fundament. Es wurden mit Kalkmörtel bedeckte Feldsteine und bearbeitete Ecksteinquader sowie Fußbodenfliesen, Dachziegelfragmente, Mosaikfensterglas und Verputz gefunden. Es könnte sich hierbei um die Reste eines nachträglich an die Kirche angebauten Turms handeln. An der Wende vom 13. zum 14. Jahrhundert wurde die Kirche zerstört.
Der Kirchhof ersetzte bald nach dem Bau der Kirche einen älteren, einige hundert Meter nordöstlich, außerhalb der Burg gelegenen Bestattungsplatz. Dort waren die Körper noch ohne bevorzugte Orientierung beerdigt worden. Auf dem ehemaligen Burggelände wurden von 2008 bis 2011 die sterblichen Reste von 71 Bestatteten freigelegt, darunter 41 Skelette in vollständigen Gräbern. Es handelte sich überwiegend um Männer. Die durchschnittliche Größe der Männer betrug 1,69 m, die der Frauen 1,56 m. Das durchschnittliche Sterbealter lag bei 38 Jahren. Bei den Toten wurden Münzen und vereinzelt Schmuck gefunden. Der Friedhof war bis ins späte 13. Jahrhundert in Gebrauch.
Unter einem schützenden Dach sind die im Jahr 2010 ausgegrabenen Fundamente eines Wohnturms aus dem 15. oder 16. Jahrhundert zu sehen. Er hatte einen fast quadratischen Grundriss mit Seitenlängen von 3,8 und 4 m. Er besaß einen Keller und zwei Stockwerke, von denen das untere aus Ziegeln gebaut und das obere eine Fachwerkkonstruktion war. Der Turm besaß einen Kachelofen und blau bemalte Innenwände. Die Fußbodenfliesen waren glasiert, die Fenster verglast. Das Gebäude diente dem Camminer Dompropst während seiner Besuche in Lubin als Wohnstätte. Der Turm wurde abgerissen, nachdem Propst Ludwig von Eberstein die Lubiner Güter 1579 Herzog Johann Friedrich von Pommern-Stettin überlassen hatte.